# ギリシャ語の冠詞
ギリシャ語の冠詞（古代ギリシア語: τὸ ἄρθρον、ラテン翻字: to árthron、ギリシア語: το άρθρο、ラテン翻字: to árthro）は、古代ギリシャ語と現代ギリシャ語で物事を指し示す際に用いる文法上の小辞である。

## 概要
古代ギリシア語には定冠詞（古希：τὸ προτακτικὸν ἄρθρον <to protaktikón árthron>、現希：το οριστικό άρθρο <to oristikó árthro>）のみが存在した。定冠詞には3つの性（男性、女性、中性）、3つの数（単数、双数、複数）、4つの格（主格、属格、与格、対格）があった。不定冠詞は存在しなかったが、時代によっては不定代名詞(τίς, τί)をその代用として用いることもあった。
現代ギリシャ語には定冠詞と不定冠詞がともに備わっている。定冠詞には古代ギリシャ語と同じく3つの性があるが、双数は失われ、格としての与格もなくなっている。不定冠詞（現希：το αόριστο άρθρο <to aóristo árthro>）は数字の1 (ένας)から新しく作られた品詞で、単数のみを持つ。複数（スペイン語の複数の不定冠詞 unos, unas に相当する）を表すには、κάτι（káti, 何か）, κάποιοι（kápii, 幾人かの）や μερικοί（merikí, 様々な）などの不定代名詞を用いる。 

## 格変化
古代ギリシャ語の定冠詞、現代ギリシャ語の定冠詞・不定冠詞の格変化は下表のようになる。
- 現代ギリシャ語では有気記号(h-)が失われているため、男性単数の定冠詞は、つづりは同じでも（違いは有気記号の有無のみ）、古代ギリシャ語では ὁ（ホ）、現代ギリシャ語では ο（オ）になるという違いがある。

- 長母音の η（エー）は現代ギリシャ語では短母音となり、音も変化して「イ」になる。そこで、定冠詞 ὁ, ἡ, τό（ホ、ヘー、ト）は、ο, η, το（オ、イ、ト）へと変わる（つづりの違いは有気記号の有無のみ）。

- 現代ギリシャ語では οι（オイ）の読みは「イ」に変わっているため、複数の定冠詞は、οἱ , αἱ, τά（ホイ、ハイ、タ）が οι, οι, τα（イ、イ、タ）へと変わる。

そこで、下の表では、現代ギリシャ語の方で、ラテン文字の転記（下段）が一見するとギリシャ文字（上段）と一致していないように見えるが、転記の方は現代ギリシャ語の実際の発音を表しているため、これが正しい表記である。転記の長音記号（ō, ēなど）の有無も同様で、古代ギリシャ語には長音記号が付いているが、現代ギリシャ語では長母音・短母音の区別が失われているため長音記号は付いていない。
| 格   | 単数    | 単数    | 単数    | 複数      | 複数      | 複数      | 双数      |
| 格   | 男性    | 女性    | 中性    | 男性      | 女性      | 中性      | 共通      |
| ---- | ------- | ------- | ------- | --------- | --------- | --------- | --------- |
| 主格 | ὁ ho    | ἡ hē    | τό to   | οἱ hoi    | αἱ hai    | τά ta     | τῶ tō     |
| 属格 | τοῦ tou | τῆς tēs | τοῦ tou | τῶν tōn   | τῶν tōn   | τῶν tōn   | τοῖν toin |
| 与格 | τῷ tō   | τῇ tē   | τῷ tō   | τοῖς tois | ταῖς tais | τοῖς tois | τοῖν toin |
| 対格 | τόν ton | τὴν tēn | τό to   | τοὺς tous | τάς tās   | τά ta     | τῶ tō     |

| 格   | 単数        | 単数        | 単数   | 複数     | 複数    | 複数    |
| 格   | 男性        | 女性        | 中性   | 男性     | 女性    | 中性    |
| ---- | ----------- | ----------- | ------ | -------- | ------- | ------- |
| 主格 | ο o         | η i         | το to  | οι i     | οι i    | τα ta   |
| 属格 | του tu      | της tis     | του tu | των ton  | των ton | των ton |
| 対格 | το(ν) to(n) | τη(ν) ti(n) | το to  | τους tus | τις tis | τα ta   |

| 格   | 単数          | 単数                    | 単数      |
| 格   | 男性          | 女性                    | 中性      |
| ---- | ------------- | ----------------------- | --------- |
| 主格 | ένας énas     | μία / μια mía / myá     | ένα éna   |
| 属格 | ενός enós     | μίας / μιας mías / myás | ενός enós |
| 対格 | ένα(ν) éna(n) | μία / μια mía / myá     | ένα éna   |